# Березки (Гомельський район)
Березки (біл. Бярозкі) — село в Улуковській сільраді Гомельського району Гомельської області Білорусі.

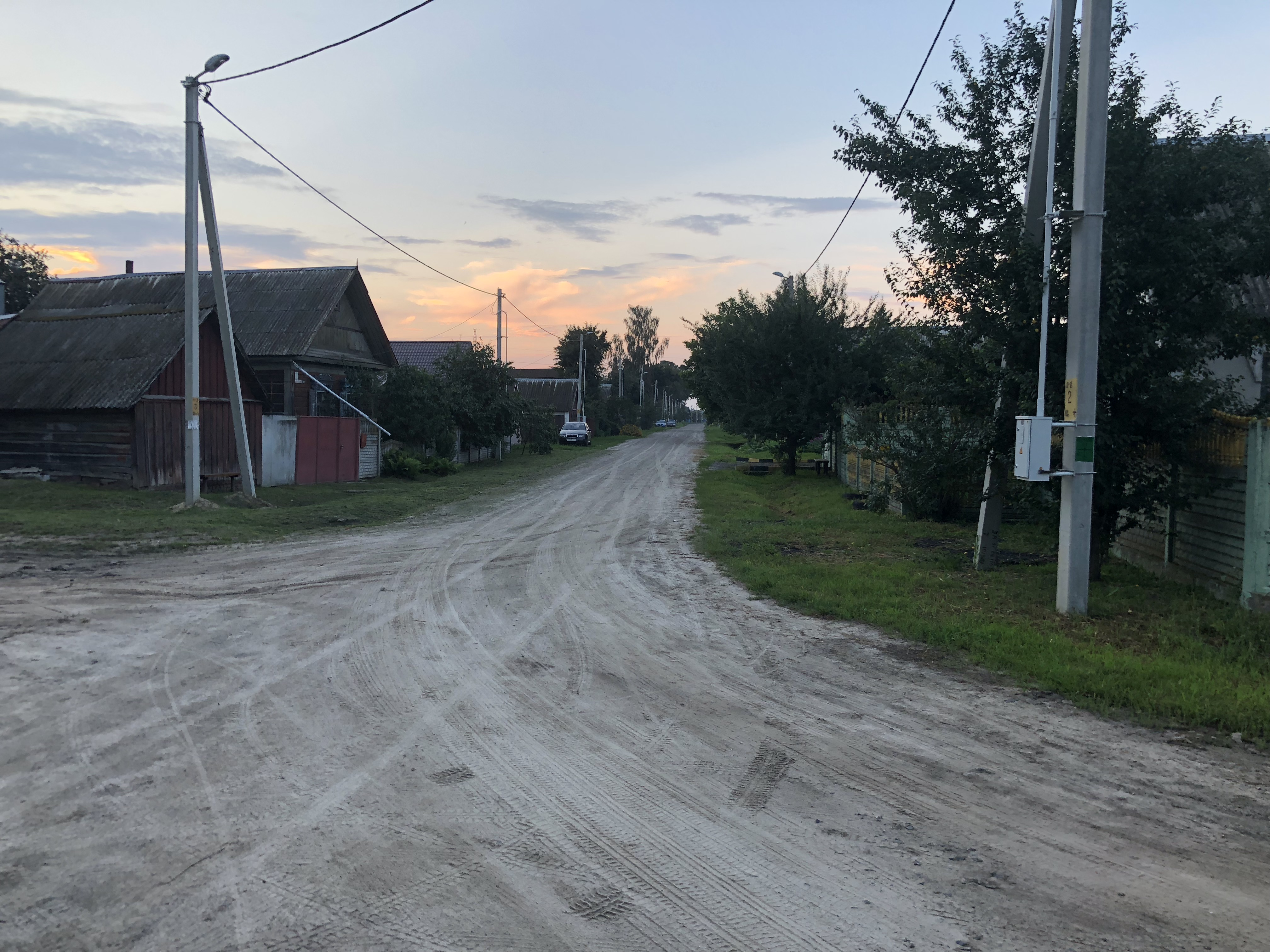
Вулиця Першотравнева

На півдні межує з лісом.

## Географія

### Розташування
Залізнична станція на лінії Гомель — Добруш, в 3 км на схід від Гомеля.

### Транспортна мережа
На автодорозі Добруш — Гомель. Через село проходять міські автобусні маршрути №№4, 4а і 31. Забудова двостороння, дерев'яна, садибного типу.

### Водна система
На півночі протікає річка Іпуть (притока річки Сож).

## Населення

### Чисельність
- 2004 — 937 господарств, 2710 жителів.